# Cholangunte, Mulbagal
Cholangunte là một làng thuộc tehsil Mulbagal, huyện Kolar, bang Karnataka, Ấn Độ.